# Златист виреон
Златистият виреон (Vireo hypochryseus) е вид птица от семейство Vireonidae.

## Разпространение
Видът е разпространен в Мексико.